# Liste der Kulturdenkmäler in Marienhausen
In der Liste der Kulturdenkmäler in Marienhausen sind alle Kulturdenkmäler der rheinland-pfälzischen Ortsgemeinde Marienhausen aufgeführt. Grundlage ist die Denkmalliste des Landes Rheinland-Pfalz (Stand: 9. Februar 2023).

## Einzeldenkmäler
| Bezeichnung                          | Lage                          | Baujahr | Beschreibung                                    | Bild            |
| ------------------------------------ | ----------------------------- | ------- | ----------------------------------------------- | --------------- |
| Katholische Pfarrkirche Mariä Geburt | Hauptstraße, Kirchstraße Lage | 1923    | malerisch gestaffelter Putzbau, bezeichnet 1923 | Fotos hochladen |